# Matthew Man-Oso Ndagoso
Matthew Man-Oso Ndagoso (3 de janeiro de 1960 em Lot, Nigéria) é arcebispo de Kaduna na Nigéria.

## Vida
Matthew Man-Oso Ndagoso só entrou em contato com a fé cristã aos 8 anos de idade após a morte de sua mãe. Ele foi batizado depois de dois anos e depois estudou teologia católica. Em 4 de outubro de 1986 recebeu o sacerdócio. 
Estudou em sua terra natal e em Roma, no Angelicum, onde obteve o doutorado em Teologia. Desde a ordenação, atuou como vigário paroquial, pároco, Vigário Geral e Administrador da Catedral de Yola, além de Secretário da Comissão Diocesana de Educação. Por fim, foi Reitor do Seminário Maior "Bom Pastor", em Kaduna.
Man-Oso Ndagoso foi nomeado bispo de Maiduguri em 28 de fevereiro de 2003. A Ordenação Episcopal foi doada a ele pelo Bispo de Kano, Patrick Francis Sheehan, em 1 de maio de 2003. Os principais co-consagradores foram os bispos Christopher Shaman Abba e Senan Louis O'Donnell.
Matthew Man-Oso Ndagoso esteve na Alemanha durante o mês da Missão Mundial organizada pela missão papal missionio 2007 e visitou as dioceses de Erfurt e Magdeburgo. 
Em 16 de novembro de 2007, o papa Bento XVI o nomeou arcebispo de Kaduna. Foi instalado em 31 de janeiro de 2008.
Após o assassinato de dois padres em 2022, o arcebispo lamentou a morte deles, dizendo “ninguém está seguro” na Nigéria.